# Pascal Miézan
Pascal Miézan Aka (Gagnoa, 3 aprile 1959 – Abidjan, 31 luglio 2006) è stato un calciatore ivoriano, di ruolo centrocampista.

## Carriera

### Club
Ha giocato nel campionato ivoriano e, per una stagione, in quello belga.

### Nazionale
Con la maglia della nazionale ha partecipato alla Coppa d'Africa nel 1988 e nel 1990.

## Palmarès

### Club

#### Competizioni nazionali
- Campionato ivoriano: 9

Africa Sports: 1977, 1978, 1982, 1983, 1985, 1986, 1987, 1988, 1989
- Coppa della Costa d'Avorio: 9

Africa Sports: 1977, 1978, 1979, 1981, 1982, 1985, 1986, 1989, 1993

#### Competizioni internazionali
- Coppa delle Coppe d'Africa: 1

Africa Sports: 1992
- Supercoppa CAF: 1

Africa Sports: 1992